# Athuel Velázquez
Athuel Eduardo Velázquez, mais conhecido apenas como Athuel Velázquez (Montevidéu, 13 de outubro de 1900 — Local e data de falecimento desconhecidos), foi um treinador de futebol uruguaio.

## Carreira

### Como treinador
Conhecido principalmente pelo seu trabalho no Peñarol de Montevidéu, no qual treinou durante cinco temporadas, entre 1935–1940. Este é, até hoje, o mais longo mandato contínuo de um treinador na história do clube desde a profissionalização da Primera División em 1932. Durante este período, ele foi capaz de ganhar com os Aurinegros quatro títulos nacionais consecutivos — embora também tenha sido derrotado em três oportunidades seguidas na final da Copa Aldao.
Em 1941, tornou-se o primeiro treinador estrangeiro da história do Cerro Porteño, cujo treinador estrangeiro primeiro ele era. Diferentemente dos dois anos anteriores, nos quais passou em branco pelo Peñarol, levou o Cerro à conquista do Campeonato Nacional.
Entre 12 de setembro de 1943 e 23 de dezembro de 1944, teve duas apagadas passagens pelo Fluminense. Somados os 30 jogos em que a equipe brasileira ficou sob sua liderança, o uruguaio conquistou apenas dez vitórias. No Campeonato Carioca de 1944, terminou em um decepcionante quarto lugar.

## Estatísticas

### Como treinador
| Anos           | Clubes        | J  | V  | E | D  | GP | GC | SG  | %   |
| -------------- | ------------- | -- | -- | - | -- | -- | -- | --- | --- |
| 1935–1940      | Peñarol       |    |    |   |    |    |    |     |     |
| 1941           | Cerro Porteño |    |    |   |    |    |    |     |     |
| 1943–1944 1944 | Fluminense    | 30 | 10 | 6 | 14 | 52 | 66 | –14 | 40% |

## Títulos

### Como treinador
Peñarol
- Campeonato Uruguaio: 1935, 1936, 1937 e 1938

Cerro Porteño
- Campeonato Paraguaio: 1941

## Campanhas de destaque
Peñarol
- Copa Aldao: 1936, 1937 e 1938 (vice-campeão em ambas as três)

Fluminense
- Campeonato Carioca: 1944 (4º lugar)

## Vida pessoal
Filho de Eladio Velázquez e Matilde Alberti.